# 杜辛·迪圖
杜辛·迪圖（1966年12月27日—），已退役斯洛伐克職業足球員， 曾先後代表捷克斯洛伐克及斯洛伐克國家隊參加國際比賽。曾三次當選斯洛伐克足球先生。

## 榮譽
個人
- 斯洛伐克足球先生：1995、1996、1997

## 外部連結
- 個人官方網站 （页面存档备份，存于）
- 杜辛·迪圖在斯洛伐克足球協會上的檔案
- 杜辛·迪圖在 National-Football-Teams.com 上的出场纪录